# 博克辛島
博克辛島（英語：Boxing Island），是南極洲的島嶼，位於葛拉漢地西岸的丹科海岸，處於哈里斯峰以東的夏洛特灣，由比利時探險隊繪入地圖，現時由南極條約體系管理。